# Bezirk Ludza (2009–2021)
Der Bezirk Ludza (Ludzas novads) war ein Bezirk in Lettland, der von 2009 bis 2021 existierte. Bei der Verwaltungsreform 2021 wurde der Bezirk in einen neuen, größeren Bezirk Ludza überführt.

## Geographie
Der Bezirk lag im Osten des Landes.

## Bevölkerung
Ludza war Hauptort eines gleichnamigen Landkreises. Nach einer Gebietsreform Lettlands war Ludza seit 2009 Hauptort des Bezirks, der aus der Stadt und neun Landgemeinden bestand. 2010 waren 15.667 Einwohner registriert. Seit der Unabhängigkeit Lettlands 1992 sank die Bevölkerungszahl infolge der schlechten ökonomischen Situation sowie von Geburtenrückgang. Bei der Volkszählung 2000 lebten noch 18.269 Einwohner im Bezirk, von denen 51 % lettisch, 41 % russisch und 4,7 % belarussisch, ukrainisch oder polnisch als Nationalität angaben.

## Partnerschaft
Der Bezirk unterhielt – zusammen mit den Bezirken Cibla, Kārsava und Zilupe – eine Partnerschaft mit der niedersächsischen Samtgemeinde Aue.

## Nachweise
1. ↑  Vides aizsardzības un reģionālās attīstības ministrija (Ministerium für Naturschutz und Regionalentwicklung), Karten und Auflistung der Verwaltungseinheiten, abgerufen am 26. Juli 2021
2. ↑  lv-de.eu